# Деволуциони рат
Деволуциони рат је био сукоб између Француске и Шпаније вођен од 1667. до 1668. године због Шпанске Низоземске. Рат је изазвам француским захтевима над делом Низоземске која је припадала Хабзбурзима. Француска је као изговор користила такозвано "деволуционо право" које је владало у неким од низоземских покрајина (нарочито у Брабанту). Деволуционо право је значило да деца из првог брака монарха имају предност над децом из другог брака. Рат је избио 1665. после смрти шпанског краља Филипа IV, чија је ћерка из првог брака, Марија Тереза, била супруга француског краља Луја XIV, а наследник шпанског трона Карло II је био сина из Филиповог другог брака. После лаке победе против шпанске војске, Низоземска република, Енглеска и Шведска су образовале Тројну алијансу да би спречили Француску. Рат се завршио Ахенским миром, којим је Француска стекло одређене територије, али је био приморана да се одрекне својих главних потраживања.

## Позадина
Када је 1665. умро шпански краљ Филип IV, краљ Шпаније је постао његов син из другог брака, Карлос II. Француски краљ Луј XIV није оспоравао Карлосов долазак на шпански трон, али полагао је право на бар део Шпанске Низоземске, који би требало да припадне Лујевој жени Марији Терези, која је била ћерка шпанског краља Филипа IV из првог брака. Марија Тереза се била одрекла тих права када се удавала за Луја XIV. Међутим, Шпанија је заузврат требало да плати велики мираз Марији Терези. Пошто јој Шпанија није платила мираз Луј XIV је полагао права на Шпанску Низоземску.

## Исход
После лаке победе против шпанске војске, Холандија, Енглеска и Шведска су створиле Тројну алијансу да би спречили Француску. Луј XIV је затражио мир. Мировним споразумом у Ахену Француска је добила мање територије, од којих је најзначајнији био град Лил. Разлог лаког прихватања мира од стране француског краља био је тајни споразум који је он у јануару 1668. постигао са аустријским царем а којим је предвиђена подела Шпанског царства у случају смрти Карлоса II. По том споразуму цар Леополд I или његови наследници би наследили: 
- шпанску круну,
- шпанске поседе у Америци,
- Миланско војводство и
- луке на обали Тоскане.

Француски краљ Луј XIV и његови потомци би наследили:
- Навару
- Шпанску Холандију
- Франш-Конте
- Краљевину Две Сицилије
- Филипине

Иако тај договор није био формално потписан, сами Шпанци су се сложили с њим да би спречили велике анексије.